# Assemblée générale du Kentucky
Pour les autres articles nationaux ou selon les autres juridictions, voir Assemblée générale (homonymie).
Capitole de l'État du Kentucky, Frankfort
L'Assemblée générale du Kentucky (en anglais : Kentucky General Assembly) est la législature d'État du Kentucky aux États-Unis.
L'Assemblée générale, bicamériste, est composée d'un Sénat (38 membres) et d'une Chambre des représentants (100 membres).
L'Assemblée générale se réunit au Capitole d'État à Frankfort (Kentucky).

## Culture populaire
Bree Van de Kamp, personnage de la série télévisée Desperate Housewives, est élue à l'Assemblée générale du Kentucky.